# La Cible dans l'œil
Pour plus de détails, voir Fiche technique et Distribution.
La Cible dans l'œil (L'occhio selvaggio) est un film italien réalisé par Paolo Cavara, sorti en 1967. Le film a été présenté au Festival international du film de Moscou 1967.

## Synopsis
Un cinéaste parcourt le monde avec une petite équipe à la recherche de scènes sensationnelles, et quand il peut il fausse la réalité pour la rendre  encore plus spectaculaire.

## Fiche technique
- Titre : La Cible dans l'œil
- Titre original : L'occhio selvaggio
- Réalisatio : Paolo Cavara
- Sujet : Fabio Carpi, Paolo Cavara, Ugo Pirro
- Scénario : Paolo Cavara, Tonino Guerra, Alberto Moravia
- Producteur : Georges Marci
- Maison de production :	Cavara Film
- Distribution : Medusa Distribuzione (Italie)
- Photographie : Marcello Masciocchi
- Montage : Sergio Montanari
- Musique : Gianni Marchetti
- Décors : Pier Luigi Pizzi
- Langue : italien
- Pays :	 Italie
- Année : 1967
- Durée : 98 min
- Rapport : 2,35 : 1
- Genre : aventure, drame

## Distribution
- Philippe Leroy : Paolo
- Delia Boccardo : Barbara Bates
- Gabriele Tinti : Valentino
- Giorgio Gargiullo : Rossi
- Luciana Angiolillo : Mme Davis
- Lars Bloch  : John Bates
- Gianni Bongioanni : le chasseur
- Tullio Marini : Ruggero